# Marcelle Lapicque
Pour les articles homonymes, voir Lapicque.
Marcelle Lapicque, née Marcelle de Heredia le 17 juillet 1873 à Paris 17e et morte à Paris 5e le 25 janvier 1960, est une physiologiste française. 

## Biographie
Elle est connue pour ses recherches, en collaboration avec son mari, Louis Lapicque, sur les impulsions nerveuses, en particulier la chronaxie, ainsi que sur les effets des poisons, notamment la strychnine.
Elle a été responsable du laboratoire de physiologie générale du Laboratoire des Hautes-Études jusqu'à sa mort. Bien qu'éclipsée  par son mari dans l'histoire des sciences, Marcelle Lapicque a été une scientifique influente qui a publié de nombreux articles en son nom propre et qui était membre de la Société de biologie. 
Louis Lapicque a insisté sur l'importance du rôle de sa femme dans toutes ses recherches.
Elle était la fille du député français Severiano de Heredia, ministre des Travaux publics en 1887. 
Elle était aussi la tante du peintre Charles Lapicque, ainsi que sa mère adoptive. En effet, le futur peintre, orphelin dès son jeune âge, avait été adopté par son oncle et sa tante.

## Distinctions
- Officière de la Légion d'honneur

## Publications
- Recherches sur l'excitabilité électrique de différents muscles de vertébrés et d'invertébrés, thèse de doctorat en sciences naturelles, Faculté des sciences de Paris, 1905.
- Action de la strychnine sur l'excitabilité du nerf moteur, Comptes rendus des séances, Société de biologie, 1907.
- Chronaxies des principaux muscles striés de la grenouille, Comptes rendus des séances, Société de biologie, 1927.
- Influence du suc d'Amanita muscaris sur l'excitabilité du muscle et son inhibition, avec Louis Nattan-Larrier[4], Comptes rendus des séances, Société de biologie, 1927.
- Sur la chronaxie des muscles squelettiques de la tortue, avec Louis Lapicque, Comptes rendus des séances, Société de biologie, 1927.
- Rôle des centres dans l'action périphérique de la strychnine, Comptes rendus des séances, Société de biologie, 1932.
- Aptitude au galvanotonus dans les nerfs moteurs de batraciens sous l'influence de certaines actions expérimentales, avec Louis Lapicque, Comptes rendus des séances, Société de biologie, 1951.